# Washington Redskins 1946
La stagione 1946 dei Washington Redskins è stata la 15ª della franchigia nella National Football League e la nona a Washington. Sotto la direzione del capo-allenatore Turk Edwards la squadra ebbe un record di 5-5-1, terminando terza nella NFL Eastern. In questa stagione iniziò una striscia negativa di mancate apparizioni ai playoff, che sarebbe durata per oltre un quarto di secolo, fino al 1971.

## Calendario
| Stagione regolare |                    |                        |                    |                    |                    |                    |                    |
| Turno             | Data               | Avversario             | Risultato          | Record             | Stadio             | Pubblico           | Sintesi            |
| 1                 | Settimana di pausa | Settimana di pausa     | Settimana di pausa | Settimana di pausa | Settimana di pausa | Settimana di pausa | Settimana di pausa |
| 2                 | 29 settembre       | Pittsburgh Steelers    | P 14–14            | 0–0–1              | Griffith Stadium   | 33,620             | Recap              |
| 3                 | 6 ottobre          | Detroit Lions          | V 17–16            | 1–0–1              | Griffith Stadium   | 33,569             | Recap              |
| 4                 | 13 ottobre         | New York Giants        | V 24–14            | 2–0–1              | Griffith Stadium   | 33,651             | Recap              |
| 5                 | 20 ottobre         | at Boston Yanks        | V 14–6             | 3–0–1              | Fenway Park        | 24,357             | Recap              |
| 6                 | 27 ottobre         | Philadelphia Eagles    | S 24–28            | 3–1–1              | Griffith Stadium   | 33,691             | Recap              |
| 7                 | 3 novembre         | at Pittsburgh Steelers | S 7–14             | 3–2–1              | Forbes Field       | 39,060             | Recap              |
| 8                 | 10 novembre        | Boston Yanks           | V 17–14            | 4–2–1              | Griffith Stadium   | 33,691             | Recap              |
| 9                 | 17 novembre        | at Chicago Bears       | S 20–24            | 4–3–1              | Wrigley Field      | 43,315             | Recap              |
| 10                | 24 novembre        | at Philadelphia Eagles | V 27–10            | 5–3–1              | Shibe Park         | 36,366             | Recap              |
| 11                | 1º dicembre        | Green Bay Packers      | S 7–20             | 5–4–1              | Griffith Stadium   | 33,691             | Recap              |
| 12                | 8 dicembre         | at New York Giants     | S 0–31             | 5–5–1              | Polo Grounds       | 60,337             | Recap              |

Nota: gli avversari della propria division sono in grassetto.

## Classifiche
| NFL Eastern         |   |   |   |      |       |     |     |     |
|                     | V | S | P | %    | DIV   | PF  | PS  | STR |
| New York Giants     | 7 | 3 | 1 | .700 | 5–2–1 | 236 | 162 | V1  |
| Philadelphia Eagles | 6 | 5 | 0 | .545 | 5–3   | 231 | 220 | V2  |
| Pittsburgh Steelers | 5 | 5 | 1 | .500 | 4–3–1 | 136 | 117 | S2  |
| Washington Redskins | 5 | 5 | 1 | .500 | 4–3–1 | 171 | 191 | S2  |
| Boston Yanks        | 2 | 8 | 1 | .200 | 0–7–1 | 189 | 273 | S1  |

Note: I pareggi non venivano conteggiati ai fini della classifica fino al 1972.